# 美国国家航空航天局第七组宇航员
美国国家航空航天局的第七组宇航员，是美国国家航空航天局于1969年8月14日挑选的第七批宇航员。
- 卡罗尔·鲍勃科（Karol Bobko）
- 罗伯特·克里彭（Robert Crippen）
- 戈尔登·福勒顿（Gordon Fullerton）
- 亨利·哈特斯菲尔德（Henry Hartsfield）
- 罗伯特·欧沃米尔（Robert Overmyer）
- 唐纳德·彼得森（Donald H. Peterson）
- 理查德·特鲁利（Richard Truly）